# گاو تارین
گاو تارین (نام علمی: Bos taurus taurus) با نام دیگر گاو اهلی اروپایی، یک زیرگونه از گاو است که منشأ آن به خاور نزدیک باز می‌گردد. گاو تارین به همراه گاو کوهان‌دار از نوعی گاو وحشی به نام نیاگاو برآمده‌اند. این جانور در ابتدا یک گونه مستقل در نظر گرفته می‌شد اما امروزه به همراه گاو کوهان‌دار و نیاگاو در یک گونه (Bos taurus) قرار می‌گیرد. بیشتر نژاد‌های امروزی گاو متعلق به گاو تارین هستند.
پژوهش‌های ژنتیکی نشان می‌دهند که گاوهای این زیرگونه حاصل ۸۰ گاو اهلی‌شده در چایونو واقع در جنوب شرقی ترکیه و مکان‌های مشابه در شمال عراق و شمال میان‌رودان حدود ۱۰٬۵۰۰ سال پیش است.
توالی ژنوم نژادهای گاو تارین توسط کنسرسیوم توالی و تجزیه و تحلیل ژنوم گاو در سال ۲۰۰۹ منتشر شد.